# Бърлога на крадци 2: Пантера
„Бърлога на крадци 2: Пантера“ (на английски: Den of Thieves 2: Pantera) е американски криминален филм от 2025 г., продължение на „Бърлога на крадци“ (2018). Режисьор и сценарист е Кристън Гудегаст, участват Джерард Бътлър, О'Шей Джаксън-младши, Евин Ахмад, Салваторе Еспозито, Мийдоу Уилямс и Суен Темъл. Филмът излиза по кината на 10 януари 2025 г. в разпространение от „Лайънсгейт“.